# Braumeister

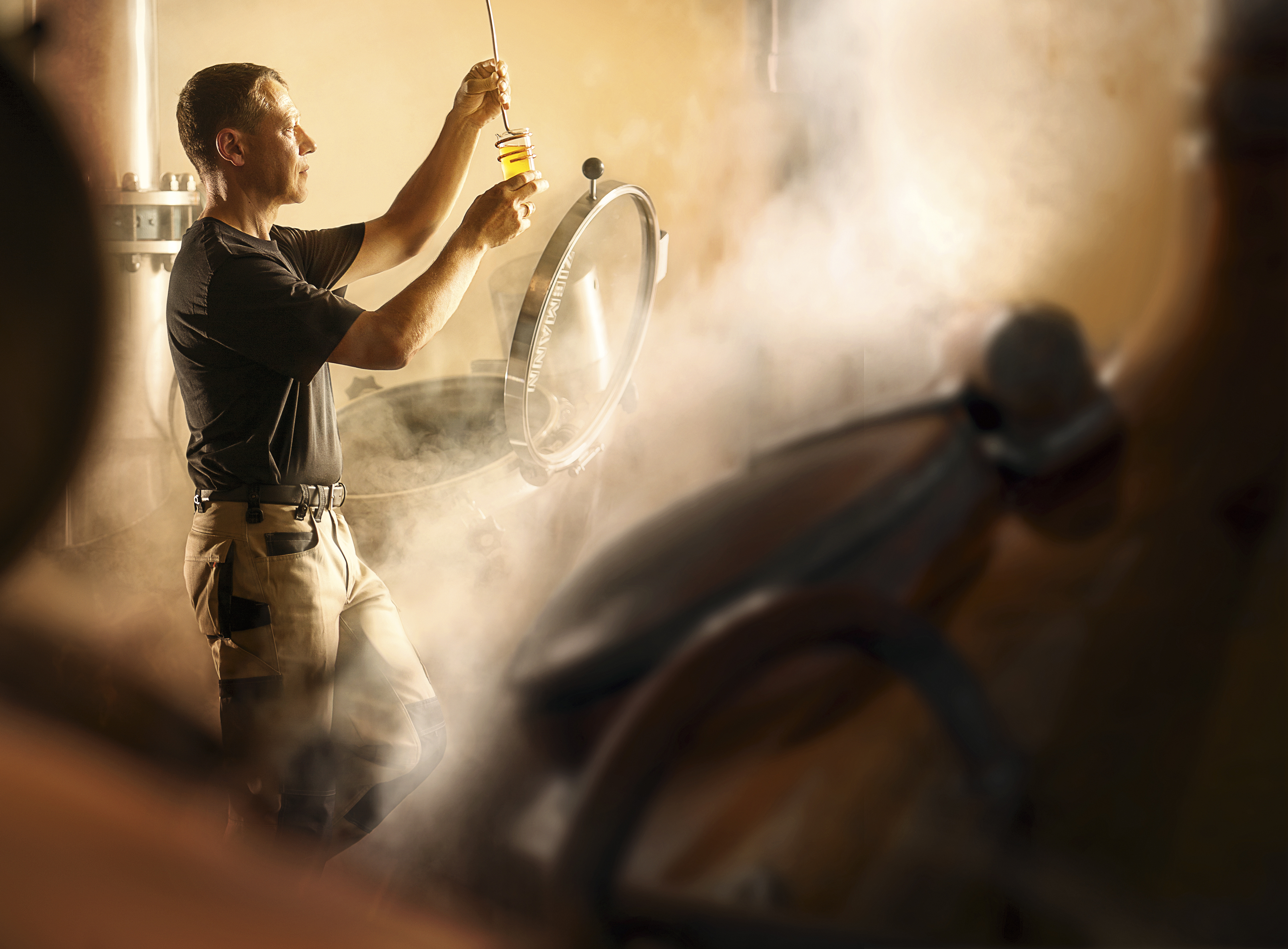
Braumeister bei der Arbeit im Sudhaus (St. Gallen)

Braumeister sind Lebensmitteltechniker, die sich mit der Herstellung von Bier befassen. Während die Benennung  „Braumeister“ im Alltag vielfach für alle verantwortlich Tätigen im Arbeitsprozess des Bierbrauens gebraucht wird, ist sie in Deutschland auch Bestandteil geschützter Berufsbezeichnungen, die eine gehobene oder akademische Ausbildung voraussetzen.

## Deutschland

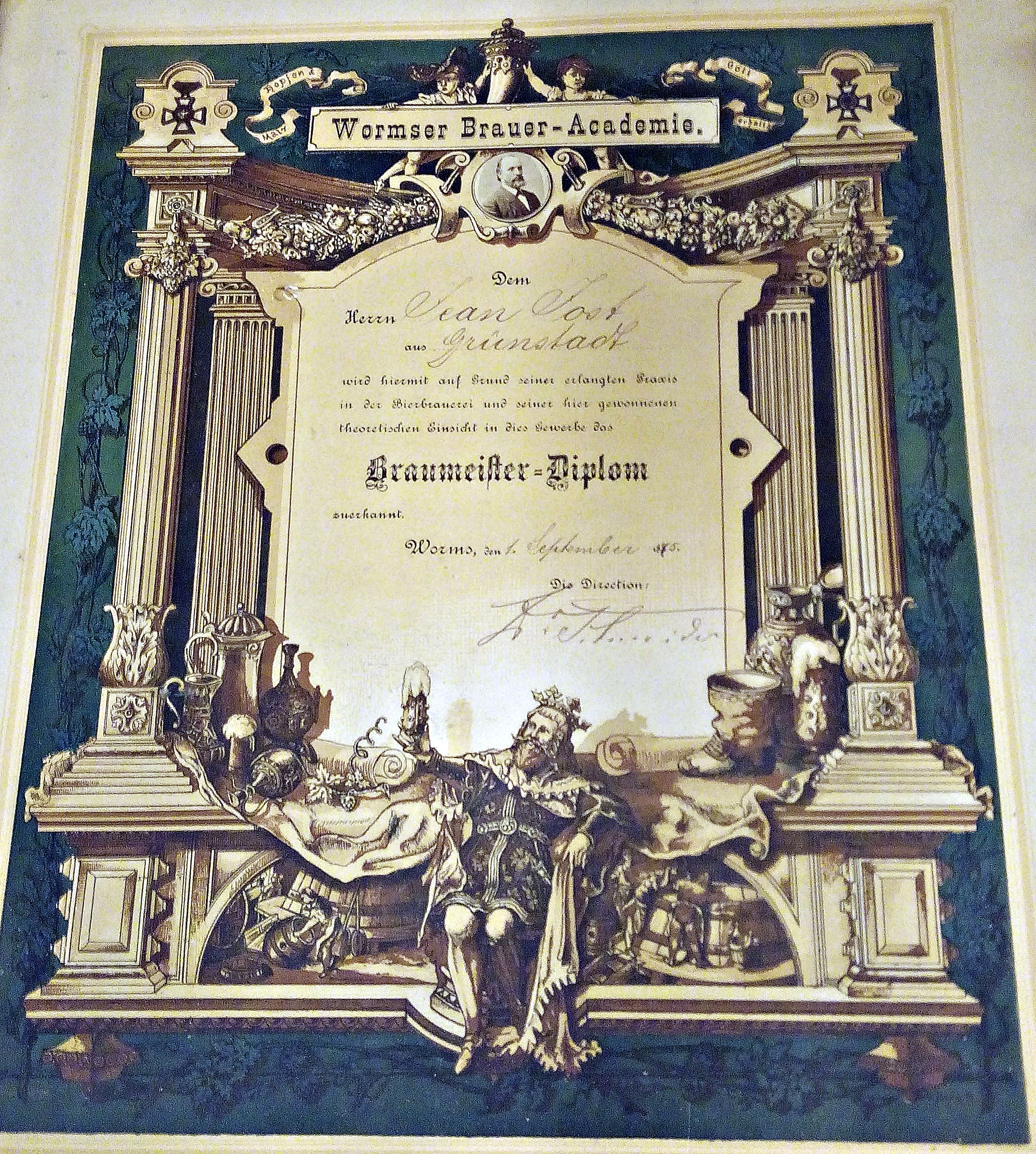
Braumeister-Diplom von 1875 der von Heinrich Konrad Schneider 1872 gegründeten privaten Wormser Brauer-Academie für Jean Jost aus Grünstadt

In Deutschland lautet die Berufsbezeichnung der zugrunde liegenden staatlich anerkannten Ausbildung Brauer und Mälzer. Im Anschluss an die in der Regel dreijährige Lehre kann man sich zum Brau- und Malzmeister als Handwerksmeister fortbilden. Zu den bekanntesten Braumeisterschulen zählen die private Doemens-Akademie in Gräfelfing bei München sowie die staatliche Ferdinand-von-Steinbeis-Schule (FSS) in Ulm. Die Abschlussprüfung wird vor der jeweiligen Handwerkskammer abgelegt. Die Industrie- und Handelskammer für München und Oberbayern bietet zudem für das industrielle Braugewerbe den Aufstiegsabschluss geprüfter Betriebsbraumeister an.
An der staatlich anerkannten Fachakademie für Brauwesen und Getränketechnik in Gräfelfing wird zudem ein vier Semester dauernder Studiengang zum staatlich anerkannten Produktionsleiter Brauwesen/Getränketechnik angeboten. Freiwillig kann dabei ergänzend noch die Meisterprüfung abgelegt werden.
Braumeister finden nicht nur in Brauereien und Mälzereien ihren Einsatz, sondern werden zudem von allen Arten der Zulieferindustrie (Maschinenbau, chemische Industrie), der BioTech-Branche, Herstellern alkoholfreier Getränke und der Lebensmittelindustrie gesucht. Neben dem nach wie vor handwerklich geprägten Beruf sind Kenntnisse in mathematisch-naturwissenschaftlichen Bereichen (organische und anorganische Chemie, Mikrobiologie, Physik, Mathematik), den Bereichen des Maschinen- und Anlagenbaus und der modernen Prozessautomation Schwerpunkte.
In der DDR konnte man an der früheren Fachschule für Brauer und Mälzer in Berlin die Prüfung zum Braumeister der volkseigenen Industrie ablegen und den Meisterbrief erwerben.

### Diplom-Braumeister
Den technischen Hochschulen Preußens wurde durch einen königlichen Erlass Kaiser Wilhelms II. im Oktober 1899 erlaubt, den akademischen Grad des Diplom-Ingenieurs zu verleihen. Max Delbrück erwirkte 1903 die Erlaubnis auch für die von der Versuchs- und Lehranstalt für Brauerei in Kooperation mit der Landwirtschaftlichen Hochschule durchgeführten Ausbildungen als Studiengang zum Diplom-Braumeister. Daraus entwickelte sich eine akademische Ausbildung, die in den Hochschulen TU Berlin (in Zusammenarbeit mit der Versuchs- und Lehranstalt für Brauerei in Berlin) sowie an der TU München (Campus Weihenstephan) als Diplom-Braumeister angeboten wurde bzw. nach dem Bologna-Prozess als Bachelor/Master (of Science) für Brauwesen und Getränketechnologie angeboten wird. Nach erfolgreich beendetem Masterstudiengang erhält der Absolvent eine Äquivalenzbescheinigung, welche ihn berechtigt, auch den akademischen Grad Dipl.-Ing. zu führen.
Seit 2011 bietet die Hochschule Weihenstephan-Triesdorf den Studiengang Brau- und Getränketechnologie an. Nach sieben Semestern wird das Studium mit dem Bachelor of Engineering abgeschlossen. Der Studiengang wird auch „dual“ angeboten; hier wird man in 4,5 Jahren zugleich zum Brauer und Mälzer und zum Ingenieur (Bachelor of Engineering) ausgebildet.

## Österreich
In Österreich heißt der zugehörige Beruf Brau- und Getränketechniker. Dort besteht die Weiterbildungsmöglichkeit zum Werkmeister; eine geschützte Berufsbezeichnung Braumeister gibt es nicht. Allerdings gibt es den Bund Österreichischer Braumeister und Brauereitechniker (BÖBB) als Interessenvertretung der im Brauereigewerbe verantwortlich Tätigen.

## Schweiz
In der Schweiz wird der früher mit Brauer bezeichnete Beruf seit 2001 im neu gebildeten Berufsfeld Lebensmitteltechnologe ausgebildet. Für die Absolventen besteht die Möglichkeit, sich zum eidgenössisch diplomierten Lebensmitteltechnologen fortzubilden. Das Eidgenössische Diplom entspricht dem deutschen Meisterbrief. Die Bezeichnung Braumeister ist in der Schweiz eine nicht geschützte Bezeichnung für den Brauerberuf, insbesondere für Führungskräfte in der Brau- und Getränkewirtschaft. Die über 100 Jahre alte Schweizerische Braumeistervereinigung versteht sich als Interessenvertretung Letztgenannter.